# Tillandsia oroyensis
Tillandsia oroyensis är en gräsväxtart som beskrevs av Carl Christian Mez. Tillandsia oroyensis ingår i släktet Tillandsia och familjen Bromeliaceae.

## Underarter
Arten delas in i följande underarter:
- T. o. oroyensis
- T. o. secundiflora